# Nicolas Maurice-Belay
Nicolas Maurice-Belay (Sucy-en-Brie, 19 april 1985) is een Frans voetballer die bij voorkeur als linksbuiten speelt. Hij verruilde in 2011 FC Sochaux voor Girondins Bordeaux.

## Clubcarrière
Maurice-Belay komt uit de jeugdacademie van AS Monaco. Tijdens het seizoen 2006/07 werd hij uitgeleend aan CS Sedan. In 2007 werd hij voor anderhalf miljoen euro verkocht aan FC Sochaux. In vier seizoenen speelde hij 84 competitiewedstrijden voor de club. In juli 2011 trok hij transfervrij naar Girondins Bordeaux, waar hij in eerste instantie een driejarig contract tekende.

## Interlandcarrière
Maurice-Belay kwam uit voor diverse Franse jeugdelftallen. Hij behaalde drie caps voor Frankrijk -17, vier caps voor Frankrijk -18 en vijf caps voor Frankrijk -20.

## Erelijst
| Coupe de France | 1x | 2012/13 |

1 Johnsson ·
2 Gregersen ·
4 Bokele ·
5 Barbet  ·
6 Ihnatenko ·
8 Sissokho ·
9 Vipotnik ·
10 Weissbeck ·
11 Pitu ·
13 Strączek ·
14 N'Simba ·
17 Elis ·
18 Biumla ·
19 Ekomié ·
20 Díaz ·
22 De Amorim ·
24 Marcelin ·
26 Depussay ·
29 Livolant ·
30 Davitasjvili ·
34 Michelin ·
40 Bedfian ·
72 Cassubie ·
77 Badji ·
81 De Lima ·
91 Tebili ·
97 Rouyard ·
99 Swiderski ·
Coach: Guion
· Assistent-coach: Plašil
· Keeperstrainer: Coupet